# Alice Cast
Alice Cast, angleška atletinja, * 9. marec 1900, Anglija, Združeno kraljestvo, † ?.
Ni nastopila na poletnih olimpijskih igrah. Na svetovnih ženskih igrah je leta 1921 osvojila zlati medalji v štafetah 4x75 m in 4x175 m, leta 1922 pa srebrno medaljo v teku na 300 m. 20. avgusta 1922 je postavila prvi uradno priznani svetovni rekord v teku na 200 m s časom 27,8, ki ga je držala en mesec.